# Backe (Schweden)
Backe ist eine Ortschaft (tätort) in der schwedischen Provinz Jämtlands län und der historischen Provinz Ångermanland.
Der Ort Backe liegt etwa 50 Kilometer in östlicher Richtung vom Hauptort der Gemeinde Strömsund entfernt an der Grenze zum Västernorrlands län. In dem Ort, der knapp 600 Einwohner besitzt, befinden sich ein Landeskrankenhaus und die Fjällsjö-Kirche. Der Bahnhof Backe liegt an der Bahnstrecke Hoting–Forsmo, wird aber im regulären Personenverkehr nicht mehr bedient; die Länsveg 346 und 331 führen durch Backe.